# Горицвіт осінній
Горицвіт осінній, фазаняче око (Adonis annua) — вид рослин родини жовтецеві.

## Назва
В англійській мові має назву фазаняче око (англ. Pheasant's-eye).

## Будова
Однорічна рослина висотою 15-30 см. Формує кущики з папоротеподібного листя. Квітне червоними анемоноподібними квітами.

## Поширення та середовище існування
Зростає Середземноморському регіоні Європи. Росте по краях полів зернових культур.

## Галерея

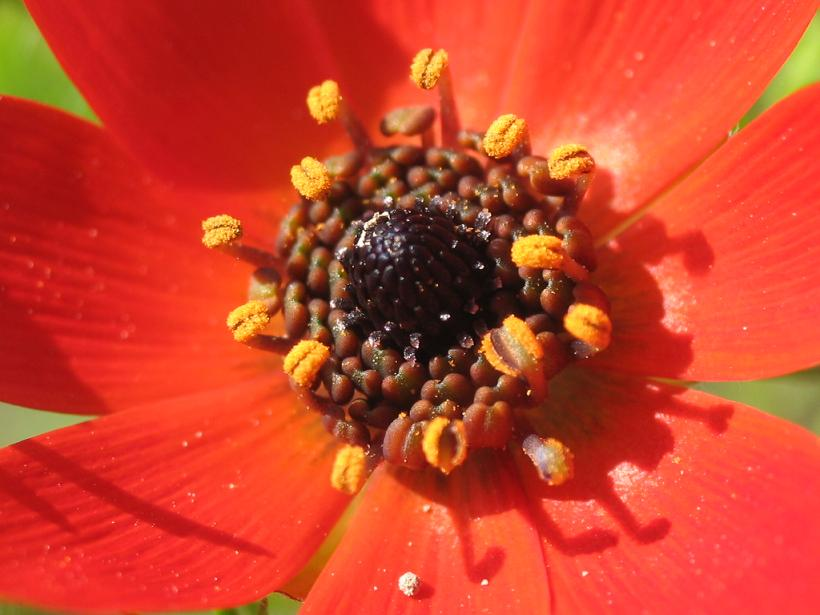
Квітка
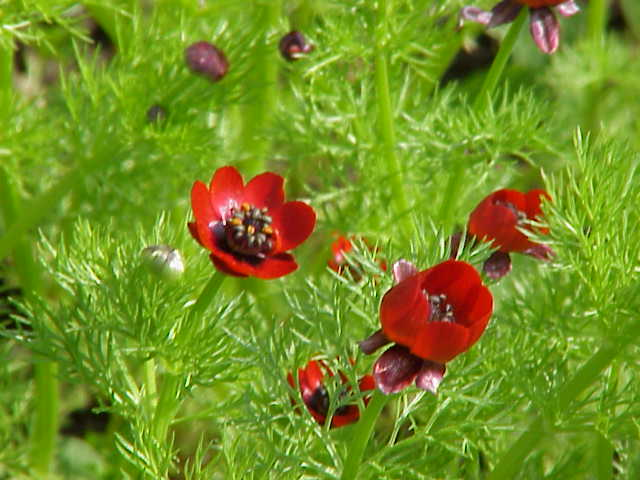
Зовнішній вигляд
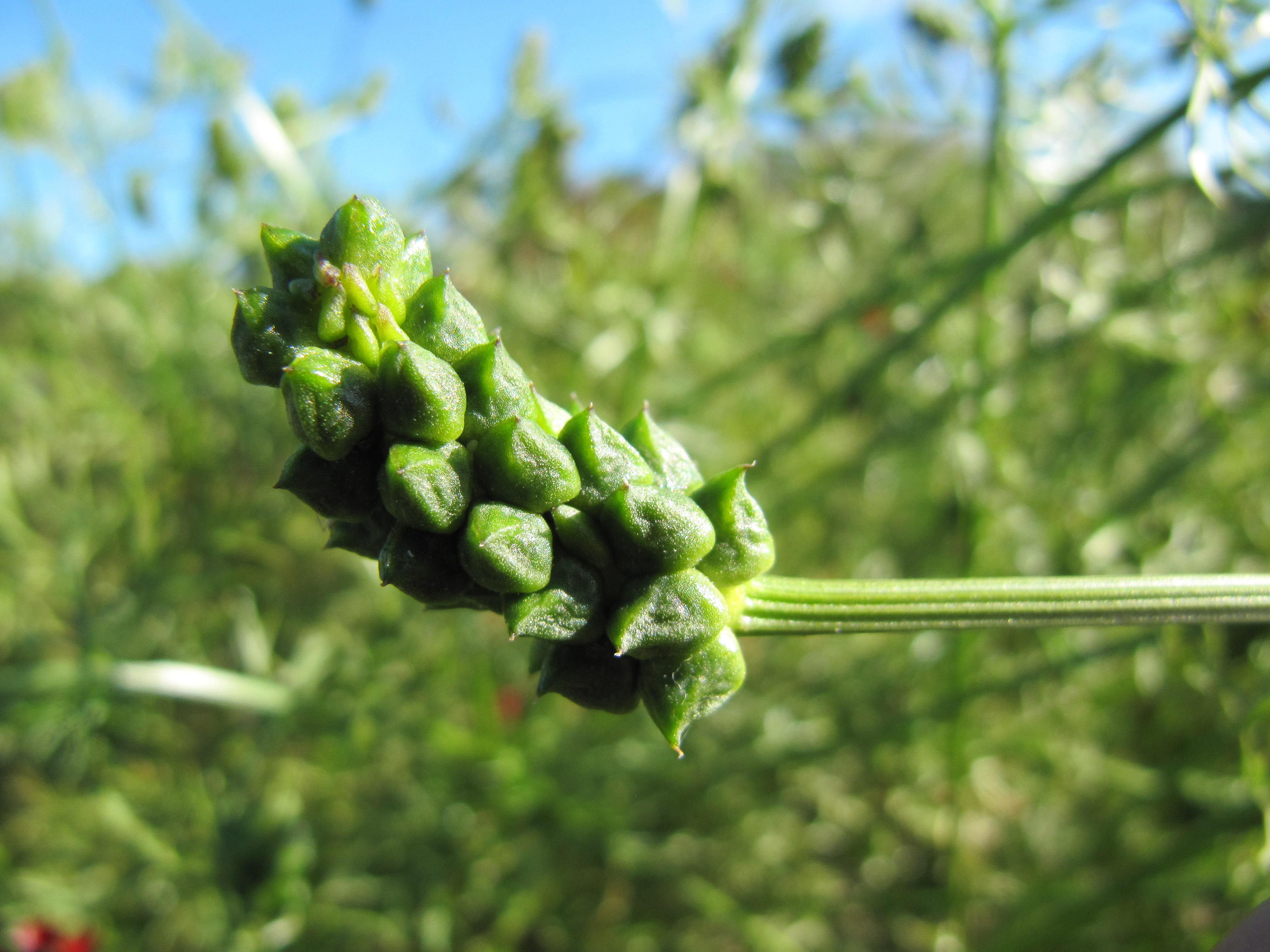
Плід